# Tmesipteris horomaka
Tmesipteris horomaka är en kärlväxtart som beskrevs av Perrie, Brownsey och Lovis. Tmesipteris horomaka ingår i släktet Tmesipteris och familjen Psilotaceae. Inga underarter finns listade i Catalogue of Life.